# Ганьон, Франческа
Франческа Ганьон (англ. Francesca Gagnon; род. 6 августа 1957 года, Жонкьер, Канада) — канадская певица и театральная актриса, участвующая в шоу Цирка Дю Солей Alegria и Midnight Sun. За свою почти тридцатилетнюю карьеру она записала несколько сольных альбомов и гастролировала по трем континентам, исполняя песню на французском, итальянском и испанском.

## Биография
Родилась в Жонкьере, Квебек, Канада. Франческа начала учиться играть на фортепиано и танцевать в возрасте 10 лет. Её заинтересованность в профессии, связанной с искусством, проявилась в 1980 году, когда она стала обучаться музыке в Квебекском Университете. Её первые выступления состоялись на телевидении, затем последовали живые выступления в Квебеке, Европе и Африке. В этот момент она так же увлеченно занималась хатха-йогой и африканскими танцами. В 1986 году, после выпуска своего первого альбома, Франческа была номинирована на Juno Awards в категории «Самая многообещающая вокалистка года».
С 1986 по 1993 год Ганьон пела в телевизионных шоу и выступала в различных фестивалях в родной Канаде, а также Европе. Она успела записать в течение этого периода два альбома. Песни моментально попали на первые строчки музыкальных чартов. Карьера певицы успешно развивалась, но в сентябре 1993 года случилась трагедия: умер её отец, к которому она была очень привязана. Она вернулась в Квебек, тяжело переживая утрату. Именно в это время один из друзей Франчески рассказал, что Cirque du Soleil ищет певицу для своего нового шоу.

## Cirque du Soleil
В 1994 году Франческа стала «Белой певицей» шоу Alegria и вошла в труппу Цирка Дю Солей, обойдя более 200 кандидаток. Альбом «Alegria» оставался в Billboard World Music Chart в течение 65 недель. Альбом был номинирован на Грэмми и получил Félix Award, стал дважды платиновым в Квебеке, был распродан тиражом более 1 миллиона копий в мире.

Франческа продолжила гастроли с цирком в качестве Белой певицы. Комментируя успех Alegria, певица говорила, что не осознавала его в полной мере до тура. 
Шоу затрагивает людей всех возрастов и несет в себе великое послание надежды и любви 
В этот период ей удалось выступить совместно с Джеем Лено на «The Tonight Show». Ганьон также выступила перед британским королёмКарлом III, на тот момент принцем Уэльским, в Королевском Альберт-Холле.
Певица оставила шоу в 2002 ради продолжения сольной карьеры, но в 2004 приняла участие в концерте Cirque du Soleil, состоявшегося в рамках 25-летнего юбилея Монреальского международного джазового фестиваля. Ганьон исполнила песни Querer и Alegria. Концерт, срежиссированный Мишелем Лемье и Виктором Пилоном, вышел на DVD под названием «Midnight Sun».

## Карьера после цирка
Между тем в 1999 году Ганьон записала свой альбом Au delà des couleurs, выпущенный французским лейблом BMG. Этот альбом стал плодом 3-летнего труда певицы совместно с Ренэ Дюперэ, Франсис Кован и электроскрипачом Хью Маршем.
После мирового турне с Цирком Дю Солей Франческа приняла решение сделать что-то новое, и результатом двухгодичных усилий стал альбом «Hybride». Она поет на своем собственном языке, который создала, вдохновившись музыкальными тонами разных языков. Певица объяснила это тем, что «хотела перенести всех в мир, где язык существует на универсальном уровне без границ, расы, страны или слова».
В 2010 году певица совместно с Инти-Иллимани, вокально-инструментальным ансамблем фолк-музыки из Чили, выпустила альбом Meridiano, куда вошли её наиболее известные песни. C 2014 неоднократно выступала с Рене Дюпере в рамках благотворительных концертов.
В 2023 году Франческа совместно с французским исполнителем Даниэлем Лавуа выпустила сингл «Where children play». В феврале того же года — композицию «Une musique aux étoiles», записанную с Рене Дюпере.

## Дискография
- 1985: Magie
- 1988: Francesca
- 1994: Alegria (входит в Cirque du Soleil)
- 1999: Au delà des couleurs
- 2004: Le Best of Cirque du Soleil
- 2005: Hybride
- 2010: Meridiano (совместно с Инти-Иллимани)
- 2014: Chante-moi une histoire (совместно с Рене Дюпере)